# Соловьёво (Самарская область)
Соловьёво — поселок в Хворостянском районе Самарской области. Административный центр сельского поселения Соловьёво.

## История
В 1973 г. Указом Президиума ВС РСФСР поселок отделения № 3 совхоза имени Масленникова переименован в Соловьёво.

## Население
| 2010 |
| ---- |
| 237  |